# Yas Comores
Cet article concerne l'opérateur télécom aux Comores. Pour la maison mère à Madagascar, voir Yas (entreprise). Pour le chanteur, voir Yas.
 (janvier 2025).
Yas Comores, anciennement Telma Comores, est un opérateur téléphonique, filiale d'AXIAN Telecom (faisant partie du Groupe AXIAN). Il est spécialisé dans la téléphonie mobile, l'internet et services financiers aux Comores.

## Histoire
En décembre 2016, l'opérateur malgache Telma a lancé ses activités aux Comores, devenant ainsi le premier opérateur privé de téléphonie mobile dans le pays. Cette initiative a été un élément clé dans la libéralisation du secteur des télécommunications aux Comores.
Le 27 novembre 2024, Telma a été renommé Yas Comores, dans le cadre de la stratégie du Groupe Axian visant à unifier ses marques sous l'appellation Yas. Cette transition a permis à Yas Comores de renforcer sa position sur le marché en tant qu'acteur majeur des télécommunications dans l'archipel.

### Telma Comores
Telma Comores a été lancé en décembre 2016, marquant l'entrée du premier opérateur privé de téléphonie mobile aux Comores. En seulement deux ans, Telma Comores a réussi  à capter 36% de part de marché en 2018, parts de marché en constante évolution. Dès son lancement, Telma a introduit la technologie 4G. En 2018, l'opérateur a étendu son réseau pour couvrir 60 % de la population, contribuant à réduire la fracture numérique dans un pays où l'accès aux technologies restait limité.

### Yas Comores
Le 26 novembre 2024, Telma Comores a été renommé Yas Comores, dans le cadre d'une stratégie globale menée par le groupe Axian pour unifier ses filiales sous une marque unique, Yas. Ce changement de nom reflète l'engagement du groupe à moderniser les services de télécommunications dans l'archipel et à renforcer son image de marque. Yas Comores continue d'être un acteur clé dans les secteurs de la téléphonie mobile, de l'Internet et des services financiers numériques.

## Identité visuelle

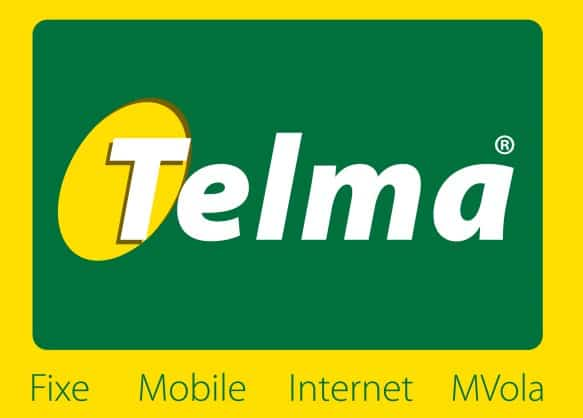
Logo de Telma Comores de 2016 à 2024.
Logo de Yas depuis 2024.